# Standard de viață
Standardul de viață sau nivelul de trai se referă la nivelul de venit, confort și servicii disponibile, caracteristic mai degrabă în general unei societăți sau unui spațiu geografic decât unui individ. Nivelul de trai este un aspect economic relevant deoarece se consideră că contribuie la calitatea vieții unui individ. El este influențat, în general, de parametri obiectivi care se află în afara controlului personal al unui individ, cum ar fi aspectele economice, sociale, politice și de mediu – aspecte pe care un individ le-ar putea lua în considerare atunci când evaluează locul în care să trăiască sau când estimează succesul politicii economice.
În dreptul internațional, termenul „nivel de trai adecvat” a fost descris pentru prima dată în Declarația Universală a Drepturilor Omului și detaliat în continuare în Pactul internațional pentru drepturile economice, sociale și culturale. Pentru a evalua impactul politicii de dezvoltare durabilă, diferite discipline au definit niveluri decente de trai în scopul estimării sau comparării experienței de viață.
În cea mai mare parte a perioadei utilizării acestui termen în domeniul economic, se credea că îmbunătățirea nivelului de trai este influențată în mod direct de creșterea economică, precum și de creșterea consumului de energie și de alte materiale. Cu toate acestea, Al VI-lea raport de evaluare al IPCC a evidențiat că literatura de specialitate demonstrează că îmbunătățirea practicilor de dezvoltare durabilă, precum și schimbările din domeniul eficienței tehnologice și al producerii și utilizării energiei, permit un nivel de trai decent pentru toți oamenii în contextul renunțării la folosirea combustibililor fosili și asigurării unui consum de energie de aproximativ 15,3 GJ pe cap de locuitor către sfârșitul secolului al XXI-lea. Acest lucru permite atenuarea schimbărilor climatice prin reducerea cererii, precum și prin alte practici de dezvoltare durabilă.

## Factori luați în considerare de savanți
Nivelul de trai poate fi evaluat cu ajutor mai multor caracteristici precum calitatea și disponibilitatea locurilor de muncă, diferența între clasele sociale, rata sărăciei, calitatea și accesibilitatea locuințelor, numărul de ore de muncă necesare pentru achiziționarea produselor de strictă necesitate, produsul intern brut, rata inflației, durata timpului liber, calitatea și accesibilitatea asistenței medicale, calitatea și disponibilitatea educației, rata de alfabetizare, speranța de viață, apariția bolilor, costul bunurilor și serviciilor, accesul la infrastructură, calitatea și accesibilitatea transportului public, creșterea economică națională, stabilitatea economică și politică, libertatea, calitatea mediului, clima și siguranța publică. În scopuri economice și politice, standardul de viață este de obicei comparat în timp sau între grupuri definite de parametri sociali, economici sau geografici.

## Nivelul de trai decent
Nivelul de trai diferă de la un individ la altul, în funcție de diferite aspecte ale vieții. Accesul indivizilor la elementele de bază ale vieții (hrană, adăpost, siguranță socială și interacțiune umană) influențează bunăstarea lor și contribuie la asigurarea unui nivel de trai decent.
Experții folosesc o serie de abordări și măsurători diferite pentru a stabili nivelul de trai decent. Cercetarea acestui aspect economic pornește de la ideea și principiul că o majoritate a populației se află în căutarea elementelor de bază (adăpost, hrană și apă) care să îi permită asigurarea unui nivel de trai decent, care nu poate fi menținut totuși constant pentru o perioadă lungă de timp.

## Măsurare
Nivelul de trai este măsurat, în general, prin indicatori precum venitul pe cap de locuitor ajustat la rata inflației și rata sărăciei. Cercetătorii analizează, de asemenea, și alți indicatori, cum ar fi inegalitatea distribuției veniturilor, nivelul de acces la anumite bunuri (ca, de exemplu, numărul de frigidere la 1000 de persoane), nivelul educației, calitatea și accesibilitatea asistenței medicale și speranța de viață. Măsurătorile efectuate au scopul de a evalua ușurința cu care oamenii ce trăiesc într-un anumit timp sau într-un anumit loc sunt capabili să-și satisfacă nevoile și/sau dorințele.
Există, de asemenea, un standard biologic de viață, care se referă la modul în care organismul biologic uman se descurcă în mediul său socio-economic. El este măsurat adesea prin indicatori precum înălțimea unei populații.
Ideea de „standard de viață” poate contrasta cu cea de calitate a vieții, care ia în considerare nu numai nivelul material de trai, ci și unele aspecte intangibile care influențează viața umană, cum ar fi timpul liber, siguranța, resursele culturale, viața socială, sănătatea fizică, calitatea mediului ambiant etc.